# Nó (matemática)

O nó de trevo.

Em matemática, um nó é uma inserção de um círculo no espaço euclidiano tridimensional, R³ (também conhecido como E³), considerando até deformações contínuas (isotopias). Uma diferença crucial entre as noções padrão matemática e convencional de um nó é que nós matemáticos são fechados - não há fins para amarrar ou desatar em um nó matemático. Propriedades físicas, como atrito e espessura, também não se aplicam, embora existam definições matemáticas de um nó que levam essas propriedades em consideração. O termo nó também é aplicado a inserções de {\displaystyle S^{j}} em {\displaystyle S^{n}}, especialmente no caso {\displaystyle j=n-2}. O ramo da matemática que estuda nós é conhecido como teoria do nó, e tem muitas relações simples para a teoria dos grafos.

## Definição Formal
Um nó é uma inserção do círculo (S¹) no espaço euclidiano tridimensional (R³), ou na esfera tridimensional, S³, uma vez que a esfera tridimensional é compacta. Dois nós são definidos como equivalentes se houver uma isotopia de ambiente entre eles.

### Projeção
Um nó em R³ (ou alternativamente na esfera tridimensional, S³) pode ser projetado em um plano R² (ou respectivamente uma esfera S²). Esta projeção é quase sempre regular, o que significa que é injetora em toda parte, exceto em um número finito de pontos de cruzamento, que são as projeções de apenas dois pontos do nó, e esses pontos não são colineares. Neste caso, ao escolher um lado da projeção, pode-se codificar completamente a classe isotópica do nó por sua projeção regular, registrando-se uma simples informação sobre/sob nesses cruzamentos. Nos termos da teoria dos grafos, uma projeção regular de um nó, ou diagrama de nó, é, portanto, um gráfico planar de quarta valência com vértices decorados acima ou abaixo. As modificações locais deste gráfico que permitem ir de um diagrama a qualquer outro diagrama do mesmo nó (até a isotopia ambiental do plano) são chamadas movimentos Reidemeister.

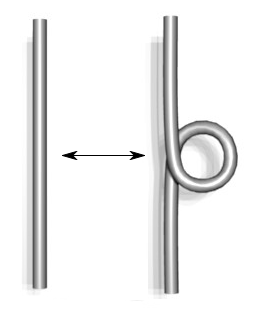
Movimento Reidemeister 1
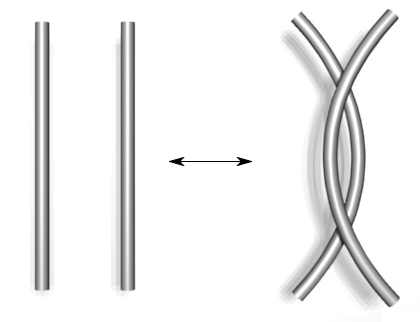
Movimento Reidemeister 2
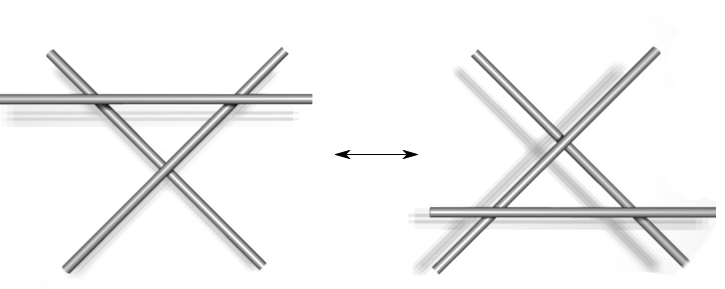
Movimento Reidemeister 3

## Tipos de nós

Um nó pode ser desatado se o laço é quebrado

O nó mais simples, chamado o nó trivial, é um círculo incorporado em R³. No sentido comum da palavra, o nó trivial não é "atado". Os nós mais simples não triviais sãoː
- Nó de trevo (31 na tabela),
- Nó de figura-oito (41)
- Nó cinco-folhas (51).[2]

Vários nós, ligados ou emaranhados, são chamados de enlaces. Nós são enlaces com um único componente.

Uma tabela de todos os nós principais com até sete cruzamentos representados como diagramas de nó com o seu gráfico mediano.

### Nós mansos x selvagens
Um nó poligonal é um nó cuja imagem em R³ é a união de um conjunto finito de segmentos de linha. Um nó manso é qualquer nó equivalente a um nó poligonal.
Os nós que não são mansos são chamados selvagens, e podem ter comportamento patológico. Na teoria do nó e na teoria dos coletores tridimensionais, muitas vezes o adjetivo "manso" é omitido. Os nós lisos, por exemplo, são sempre mansos.

Tipo de nó selvagem

### Nó enquadrado
Um nó enquadrado é a extensão de um nó manso para uma inserção do toro sólido D 2  ×  S 1 em S 3.
O enquadramento do nó é o número de enlaces da imagem da fita  I × S1 com o nó. Um nó enquadrado pode ser visto como a fita inserida e o enquadramento é o número de torções. Esta definição generaliza a uma analogia para enlaces enquadrados. As ligações enquadradas são consideradas equivalentes se as suas extensões para toros sólidos forem isotópicas de ambiente.
Os diagramas de ligação enquadrados são diagramas de enlaces com cada componente marcado, para indicar o enquadramento, por um número inteiro que representa uma inclinação em relação ao meridiano e à longitude preferida. Uma maneira padrão de exibir um diagrama de link sem marcações representando um link emoldurado é usar o enquadramento de quadro-negro. Este enquadramento é obtido convertendo-se cada componente numa fita que fica plana sobre o plano. Um movimento Reidemeister do tipo I muda claramente o enquadramento do quadro-negro (muda o número de torções em uma fita), mas os outros dois movimentos não. Substituir o movimento tipo I por um movimento modificado de tipo I dá um resultado para diagramas de link com enquadramento de quadro-negro semelhante ao teorema de Reidemeister: diagramas de ligação, com enquadramento de quadro-negro, representam enlaces enquadrados equivalentes se e somente se eles são conectados por uma sequência de movimentos tipos I, II e III (modificados). 

### Complementos dos nós
Dado um nó na esfera tridimensional, o complemento do nó são todos os pontos da esfera tridimensional não contidos no nó. Um teorema importante de Gordon e Luecke afirma que no máximo dois nós têm complementos homeomórficos (o nó original e seu reflexo no espelho). Isso, com efeito, transforma o estudo dos nós no estudo de seus complementos e, por sua vez, na teoria dos coletores tridimensionais.

### Decomposição JSJ
A decomposição JSJ e o teorema de hiperbolização de Thurston reduz o estudo de nós na esfera tridimensional ao estudo de vários coletores geométricos através de operações de splicing ou satélites. No nó ilustrado, a decomposição JSJ divide o complemento na união de três coletores: dois complementos trevo e o complemento dos anéis borromeanos. O complemento de trevo tem a geometria de {\displaystyle H^{2}\times R}, enquanto que o complemento de anéis Borromeanos tem a geometria de {\displaystyle H^{3}}.

## Aplicações da teoria dos grafos

Uma outra representação conveniente dos diagramas do nó foi introduzida por Peter Tait em 1877.
Qualquer diagrama de nó define um grafo planar cujos vértices são os cruzamentos e cujas arestas são caminhos entre cruzamentos sucessivos. Exatamente uma face deste gráfico planar é ilimitada; cada uma das outras é homeomorfa a um disco bidimensional. Essas faces devem ser coloridas em preto ou branco, de modo que a face ilimitada seja preta e quaisquer duas faces que compartilhem uma borda limite tenham cor oposta. O teorema da curva de Jordan implica que exista exatamente uma forma de coloração.

O gráfico planar associado a um diagrama de nó.

Construímos um novo grafo planar cujos vértices são as faces brancas e cujas arestas correspondem aos cruzamentos. Podemos rotular cada aresta neste gráfico como uma aresta esquerda ou uma aresta direita, dependendo de qual caminho parece passar sobre o outro como nós vemos o cruzamento correspondente de um dos pontos finais da borda. Bordas esquerda e direita são tipicamente indicadas por marcação das bordas esquerdas com + e as bordas direitas com  -, ou desenhando bordas esquerdas com linhas sólidas e bordas direitas com linhas tracejadas.
O diagrama de nó original é o grafo medial desse novo grafo planar, com o tipo de cada cruzamento determinado pelo sinal da borda correspondente. Alterar o sinal de cada borda é o mesmo que refletir o nó em um espelho.

### Sem nós e sem enlaces

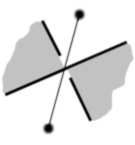
Left guide

Os sete gráficos da família Petersen. Não importa como esses gráficos estejam incorporados no espaço tridimensional, pelo menos dois ciclos terão número de ligações diferente de zero.

Em duas dimensões, apenas os grafos planares podem ser encaixados no plano euclidiano sem cruzamentos, mas em três dimensões, qualquer grafo não direcionado pode ser incorporado no espaço sem cruzamentos. No entanto, um análogo espacial dos grafos planares é fornecido pelos grafos com incorporações sem enlaces e sem nós. Uma incorporação sem enlace é uma incorporação do grafo com a propriedade de que quaisquer dois ciclos são desvinculados; uma incorporação sem nó é uma incorporação do grafo com a propriedade de que qualquer ciclo simples é desatado. Os grafos que possuem incorporações sem enlace têm uma caracterização de grafo proibida envolvendo a família Petersen, um conjunto de sete grafos que estão intrinsecamente ligados: não importa como eles são incorporados, alguns ciclos serão ligados uns aos outros. Uma caracterização completa dos grafos com incorporação sem nó não é conhecida, mas o grafo completo K7 é um dos grafos mínimos proibidos para a incorporação sem nó: não importa como K7 é incorporado, ele vai conter um ciclo que forma um nó de trevo.

## Generalização
Na matemática contemporânea, o termo nó é usado às vezes para descrever um fenômeno mais geral relacionado a incorporações. Dado um conector {\displaystyle M} com um subconector {\displaystyle N}, às vezes se diz que {\displaystyle N} pode fazer um nó em {\displaystyle M} se houver uma incorporação de {\displaystyle N} em {\displaystyle M} que não é isotópica para {\displaystyle N}. Os nós tradicionais formam o caso em que {\displaystyle N=S^{1}} e {\displaystyle M=\mathbb {R} ^{3}} ou {\displaystyle M=S^{3}}
O teorema de Schoenflies afirma que o círculo não faz nó na esfera bidimensional: cada círculo na esfera bidimensional é isotópica para o círculo padrão. O Teorema de Alexander afirma que a esfera bidimensional não faz nó na esfera tridimensional. No categoria topológica de nós mansos, sabe-se que a {\displaystyle n}-esfera não faz nó em {\displaystyle n+1}-esfera para todos os {\displaystyle n}. Este é um teorema de Brown e Mazur. A esfera de chifres de Alexander é um exemplo de um nó bidimensional na esfera tridimensional que não é manso. Na categoria liso, a {\displaystyle n}-esfera é conhecida por não fazer nó na {\displaystyle n+1}-esfera desde que {\displaystyle n\neq 3}.
Haefliger provou que não existem nós de dimensão j lisos em {\displaystyle S^{n}} desde que {\displaystyle 2n-3j-3>0}, e deu exemplos adicionais de esferas atadas para todos {\displaystyle n>j\geq 1} tal que {\displaystyle 2n-3j-3=0}. {\displaystyle n-j} é chamado codimensão do nó. Um aspecto interessante do trabalho de Haefliger é que as classes de isotopia de encaixes de {\displaystyle S^{j}} em {\displaystyle S^{n}} formam um grupo, com operação de grupo dada pela soma da conexão, desde que a codimensão seja maior que dois. Haefliger baseou seu trabalho no teorema do cobordismo de Smale. Um dos teoremas de Smale é que quando se trata de nós em codimensões maiores que dois, mesmo os nós não equivalentes possuem complementos difeomórficos. Isto dá ao assunto um sabor diferente do que a teoria de nós de codimensão 2. Se se permitem isotopias topológicas ou PL, Zeeman provou que as esferas não fazem nó quando a codimensão é maior do que dois.

## Outros ficheiros
- Tabela de nós
- Desafio dos nós